# グーフィーの自動車狂時代
『グーフィーの自動車大好き』、『グーフィーの自動車狂時代』（原題：原題：Motor Mania）は1950年6月30日に公開されたウォルト・ディズニー・プロダクション（現：ウォルト・ディズニー・カンパニー）が制作したアニメーション短編映画作品。グーフィーの短編映画シリーズの第26作である。

## ストーリー
ウォーカーさん(グーフィー)は、礼儀正しく、虫一匹殺さない男。しかし、彼は自動車に乗るとみるみるうちに性格が怪物のように変わってしまう能力を持っていた。
今日も怪物化したウォーカーさんは、町を大暴走。しかし、勢い余ったがために衝突事故を起こしてしまい、自分の車が壊れてしまうのだった。

## 声の出演
| キャラクター                  | 原語版               | 吹き替え版 |
| ----------------------------- | -------------------- | ---------- |
| グーフィー （ウォーカーさん） | ピント・コルヴィッグ | 島香裕     |
| ナレーション                  |                      | 大平透     |

## スタッフ
| 製作 | ウォルト・ディズニー、ロイ・O・ディズニー |
| 監督 | ジャック・キニー                          |
| 制作 | ウォルト・ディズニー・プロダクション      |